# Seznam ředitelů Pražské konzervatoře

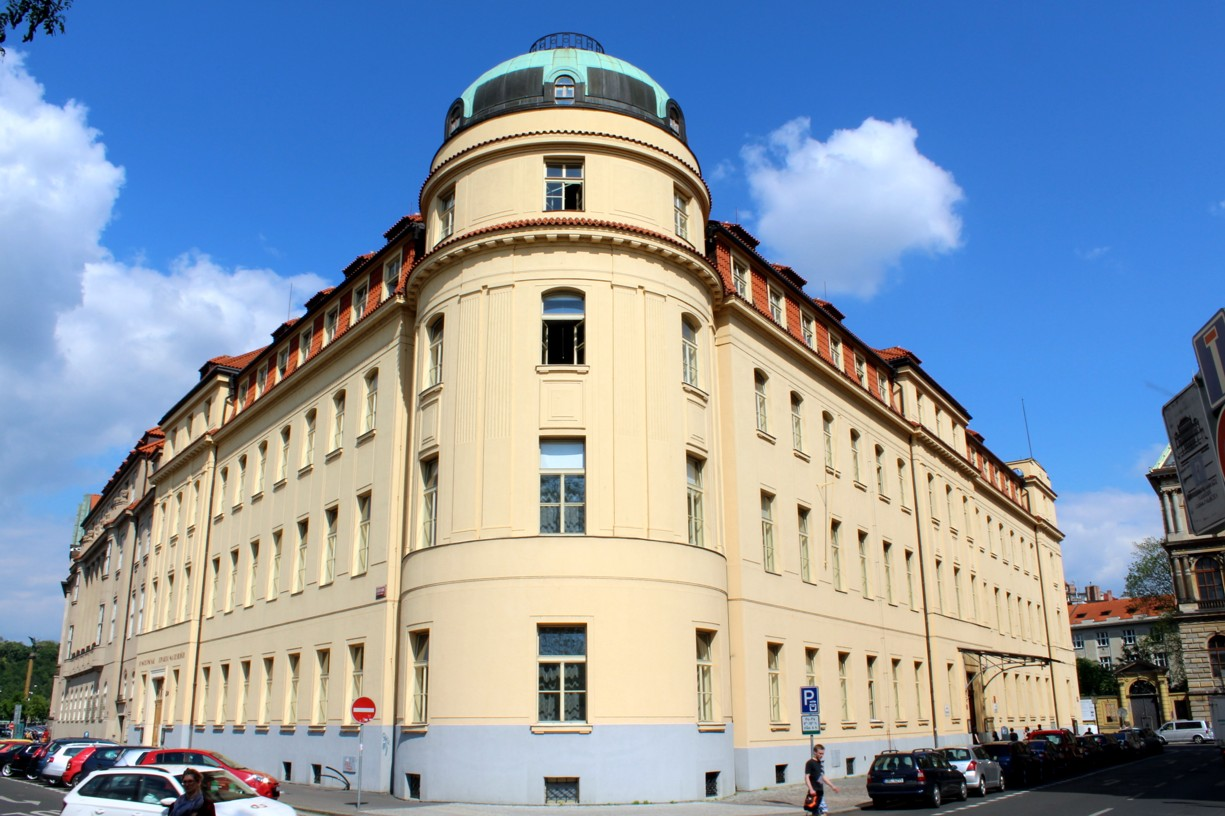
Budova Pražské konzervatoře

Toto je seznam ředitelů Pražské hudební konzervatoře, založené roku 1808, respektive 1811.

## Ředitelé konzervatoře
- Bedřich Diviš Weber 1811–1843
- Jan Bedřich Kittl 1843–1865
- Josef Krejčí 1865–1881
- Antonín Bennewitz 1882–1901
- Antonín Dvořák 1901–1904
- Karel Knittl 1904–1907
- Jindřich Kàan z Albestů 1907–1918
- Vítězslav Novák 1918–1922
- Josef Bohuslav Foerster 1922–1923
- Josef Suk 1923–1928
- Josef Bohuslav Foerster 1928–1930
- Vilém Kurz 1930–1939
- Jaroslav Kocian 1939–1940
- Václav Holzknecht 1942 (1946)–1970
- Jan Tausinger 1971–1976
- František Martiník 1976–1989
- Věroslav Neumann 1989–2004
- Pavel Trojan 2004-2018
- Petr Čech 2018–2024
- Ivo Kahánek 2025–dosud